# Euxoa perfusca
Euxoa perfusca là một loài bướm đêm trong họ Noctuidae.